# Kenau Simonsdochter Hasselaer
Kenau Simonsdochter Hasselaer (1526 – 1588) è stata una mercante olandese divenuta un'eroina popolare per la sua impavida difesa della città di Haarlem contro gli invasori spagnoli durante l'assedio del 1573.

## Biografia

### I primi anni
Kenau, figlia di un birraio di Haarlem, Simon Gerrits, e di Guerte Koen Hasselaer, commerciava legname.
Kenau sposò Nanning Gerbrandsz Borst intorno al 1544. I due ebbero 4 figli: Guerte, Margriet, Lubbrich e Gerbrand. Dopo la morte di suo marito avvenuta nel 1562, Kenau continuò i suoi affari. Quando le morì sua figlia Lubbrecht, prese in casa il figlio orfano di suo fratello Coen. 

### L'assedio di Haarlem e la mitizzazione di Kenau
Quando la città fu assediata dagli spagnoli nel 1573, i cronisti dell'epoca riportarono che tutti i cittadini, uomini, donne e bambini, aiutarono senza paura a ricostruire le linee difensive della città che erano state distrutte dai cannoni nemici. Un resoconto anonimo, scritto in latino e pubblicato a Delft nel 1573, cita Kenau come una donna insolitamente impavida che lavorò notte e giorno portando terra alle mura della città per ricostruire la linea di difesa.
Questo resoconto anonimo menziona, inoltre, come la gente di Haarlem stesse sui terrapieni, intenta a gettare delle vere e proprie "corone di catrame" ardente intorno al collo del nemico; alcuni soldati spagnoli, pronti a tutto pur di spegnere le fiamme, si sarebbero gettati nel fiume Spaarne, e così facendo sarebbero morti annegati per il peso dell'armatura.

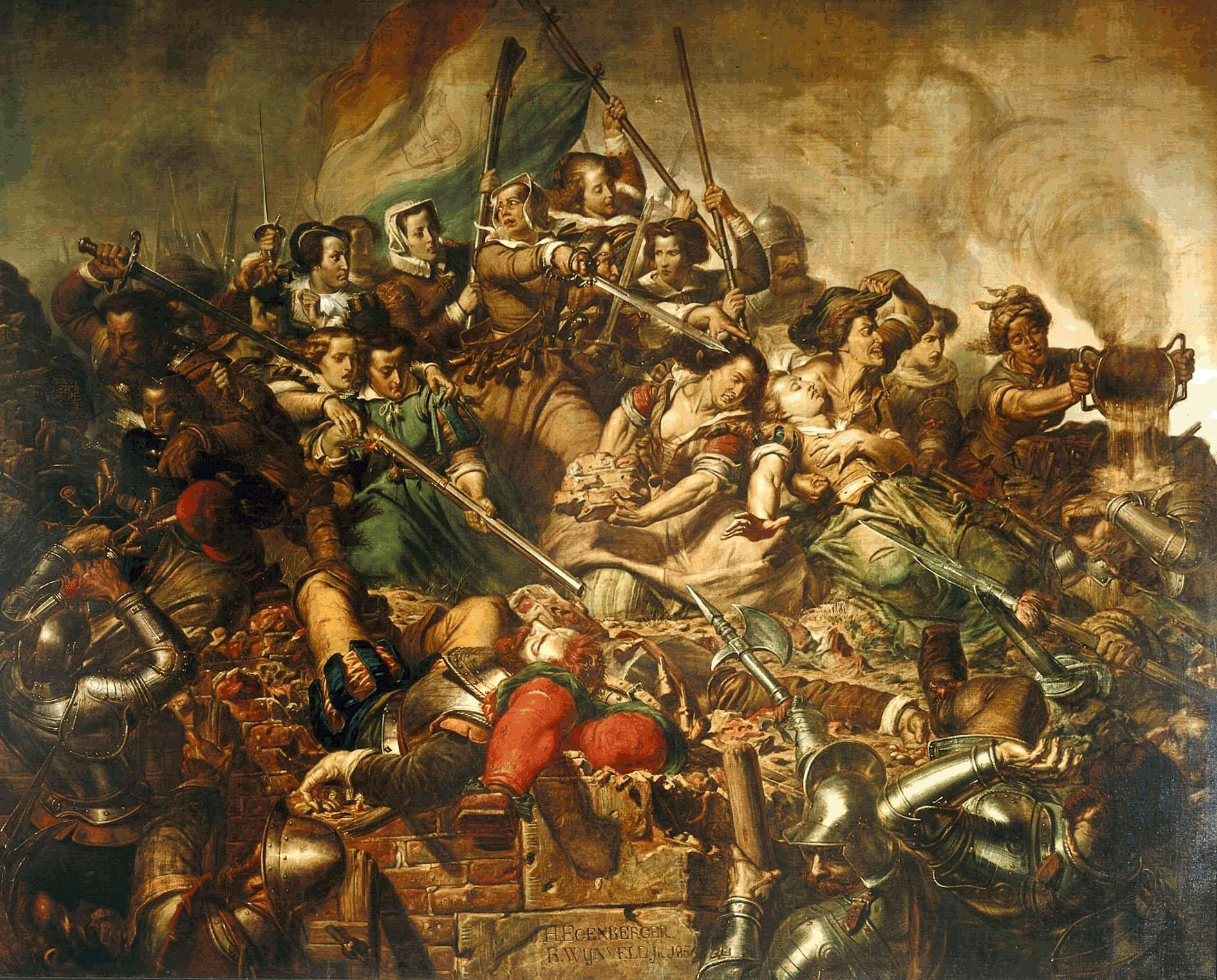
Kenau Hasselaar guida 300 donne in un dipinto romantico del 1854

In qualche modo è iniziata a circolare la voce che fu la stessa Kenau a lanciare queste corone di catrame. Kenau fu ben presto riconosciuta come eroina del popolo olandese e fu celebrata in occasione del centenario dell'indipendenza dalla Spagna nel 1673 e poi di nuovo, una seconda volta, durante il bicentenario nel 1773.
Secondo la leggenda, quindi, Kenau avrebbe guidato nel XIX secolo un esercito di 300 donne contro gli spagnoli: l'episodio è stato poi commemorato in un dipinto romantico di Barent Wijnveld e J.H. Egenberger. 

### Dopo l'assedio
Lasciò Haarlem poco dopo la fine dell'assedio. Probabilmente fu grazie al cognato Hadrianus Junius che entrò in contatto con il birraio di Delft, David Jansz, con il quale fece un contratto per il commercio di grano. Con risoluzione del 2 settembre 1574, divenne "Maestro di pesa e collettore di torba" nella città di Arnemuiden, una posizione molto remunerativa.
Sappiamo, inoltre, dai documenti ufficiali, che nel 1577 risiedeva a Leida. Non molto tempo dopo fece ritorno ad Haarlem, dove suo figlio Gerbrand era diventato un costruttore navale indipendente. Nel 1579 il suo nome appare negli elenchi dei cantieri navali, ma apparentemente non compare nei documenti come un'eroina di ritorno. Si sa, poi, che si diede molto da fare nel 1585 per ricevere denaro dal consiglio di Haarlem per il legno consegnato durante l'assedio e mai pagato: solo nel 1593, a cinque anni dalla sua scomparsa e dopo venti anni dall'assedio, fu pagato del denaro alle sue figlie.

### Gli ultimi anni
Comprò una nave per riprendere il suo commercio come mercante di legname: faceva circa cinque viaggi all'anno verso la Norvegia. Tuttavia, il capitano della nave fu preso in ostaggio e Kenau fece di tutto per farlo liberare; le sue figlie hanno raccontato che Kenau si mise in viaggiò verso nord e probabilmente divenne anche lei vittima dei pirati. Nel maggio 1589, le sue figlie fecero causa allo skipper Lieven Hansz di Holstein per questa nave. Durante il processo fu provato che la nave aveva lasciato il porto per la Norvegia nel 1588 ed era scomparsa. Lieven Hansz dichiarò di aver comprato la nave a Flensburgo dal funzionario del porto incaricato di vendere le navi abbandonate. Si suppone, quindi, che Kenau sia morta per mano dei pirati.

## L'assedio, tra storia e leggenda
Nel 1872, alla vigilia delle celebrazioni per i tre secoli dell'indipendenza olandese, il medico e storico di Haarlem, il dottor Cornelius Ekama, fu il primo a mettere in discussione e a sollevare dei dubbi sulla leggenda di Kenau. Ekama fece notare che né Kenau né altre donne erano state inserite dagli spagnoli nella lista dei criminali di guerra. Fece anche notare la totale mancanza di resoconti d'epoca di altre donne che combatterono al fianco di Kenau. Ci sarebbero dovute essere più morti femminili registrate, se la leggenda fosse stata vera.
È bene ricordare, d'altra parte, che le donne non erano generalmente viste come criminali di guerra o decapitate, e quindi non venivano menzionate nei documenti ufficiali spagnoli come tali. Erano piuttosto considerate bottino di guerra e violentate, o a volte tenute come amanti del conquistatore, o persino mogli.
Inoltre, non erano affatto rare donne che combattevano per difendere la propria città in quel periodo. Durante l'attacco di Anversa nel 1576, ad esempio, un esercito cittadino di 12.000 tra uomini e donne costruì dei bastioni e combatté contro le truppe spagnole.

## Riferimenti nella cultura di massa
Nel 2014 è stata pubblicata una pellicola cinematografica, Kenau, ispirata agli avvenimenti storici risalenti alla guerra degli ottant'anni.